# Lasse Bolander
Lasse Bolander (født 9. december 1968) er en dansk erhvervsmand. Han sidder i dag i en række bestyrelser.
- COOP Danmark, formand[1]
- Spejder Sport, formand
- Nordjyske Medier, formand[2]
- Dagbladet Information, formand[3]